# Diamant emmascarat
El diamant emmascarat (Poephila personata) és un ocell de la família dels estríldids (Estrildidae).

## Hàbitat i distribució
Habita boscos, praderies i matolls prop de l'aigua al nord tropical d'Austràlia des d'Austràlia Occidental, cap a l'l Territori del Nord fins al nord de Queensland.